# NBL 1984
Die NBL 1984 war die 6. Austragung der australasischen National Basketball League. Die mit siebzehn Teams aus Australien ausgetragene Meisterschaft begann am 3. Februar 1984 und endete am 1. Juli 1984. Im Finale konnte sich die Canberra Cannons gegen die Brisbane Bullets in einem Spiel durchsetzen und damit ihren zweiten Meistertitel erringen.

## Modus
Jedes der siebzehn Teams ist aufgrund seiner geographischen Lage in die Eastern Division (9 Teams) oder in die Western Division (8 Teams) eingeteilt. Die Teams der Eastern Division tragen in der regulären Saison zwölf Heim- und Auswärtsspiele aus, während die Teams der Western Division elf Heim- und zwölf Auswärts- oder zwölf Heim- und elf Auswärtsspiele absolvieren. Dabei tritt jedes Team jeweils heim- und auswärts gegen jedes Team der eigenen Division an und in jeweils einem Spiel gegen jedes Team der anderen Division. Die Spielzeit beträgt 4 × 12 Minuten. Die vier besten Teams jeder Division qualifizieren sich für die Playoffs. Alle Playoff-Runden werden in einem Spiel entschieden, wobei das besser gesetzte Team Heimrecht genießt.

## Tabellen
Abschlusstabelle nach Ende der Hauptrunde
- Für das Play-off Viertelfinale qualifiziert

### Eastern Division
| Pl. | Team                   | Spiele | Siege | Niederlagen | Siegquote | Punkte+ | Punkte- | Punktedifferenz | Heimbilanz | Auswärtsbilanz |
| --- | ---------------------- | ------ | ----- | ----------- | --------- | ------- | ------- | --------------- | ---------- | -------------- |
| 01. | Brisbane Bullets       | 24     | 19    | 5           | 79,17 %   | 2546    | 2117    | +429            | 10:2       | 9:3            |
| 02. | Coburg Giants          | 24     | 18    | 6           | 75,00 %   | 3032    | 2579    | +453            | 11:1       | 7:5            |
| 03. | Newcastle Falcons      | 24     | 18    | 6           | 75,00 %   | 2674    | 2486    | +188            | 10:2       | 8:4            |
| 04. | Illawarra Hawks        | 24     | 13    | 11          | 54,17 %   | 2539    | 2488    | +51             | 7:5        | 6:6            |
| 05. | Melbourne Tigers       | 24     | 11    | 13          | 45,83 %   | 2669    | 2584    | +85             | 8:4        | 3:9            |
| 06. | West Adelaide Bearcats | 24     | 11    | 13          | 45,83 %   | 2580    | 2660    | −80             | 8:4        | 3:9            |
| 07. | Bankstown Bruins       | 24     | 10    | 14          | 41,67 %   | 2303    | 2380    | −77             | 7:5        | 3:9            |
| 08. | Frankston Bears        | 24     | 10    | 14          | 41,67 %   | 2475    | 2576    | −101            | 8:4        | 2:10           |
| 09. | Sydney Supersonics     | 24     | 3     | 21          | 12,50 %   | 2170    | 2888    | −708            | 2:10       | 1:11           |

### Western Division
| Pl. | Team                | Spiele | Siege | Niederlagen | Siegquote | Punkte+ | Punkte- | Punktedifferenz | Heimbilanz | Auswärtsbilanz |
| --- | ------------------- | ------ | ----- | ----------- | --------- | ------- | ------- | --------------- | ---------- | -------------- |
| 01. | Geelong Cats        | 23     | 21    | 2           | 91,30 %   | 2735    | 2236    | +499            | 10:1       | 11:1           |
| 02. | Canberra Cannons    | 23     | 16    | 7           | 69,57 %   | 2514    | 2303    | +211            | 9:4        | 7:3            |
| 03. | Adelaide 36ers      | 23     | 16    | 7           | 69,57 %   | 2762    | 2590    | +172            | 9:2        | 7:5            |
| 04. | Nunawading Spectres | 23     | 14    | 9           | 60,87 %   | 2410    | 2279    | +131            | 5:6        | 9:3            |
| 05. | St. Kilda Saints    | 23     | 9     | 14          | 39,13 %   | 2315    | 2446    | −131            | 5:6        | 4:8            |
| 06. | Hobart Devils       | 23     | 4     | 19          | 17,39 %   | 2340    | 2689    | −329            | 1:11       | 3:8            |
| 07. | Devonport Warriors  | 23     | 4     | 19          | 17,39 %   | 2257    | 2623    | −366            | 3:8        | 1:11           |
| 08. | Perth Wildcats      | 23     | 3     | 20          | 13,04 %   | 2176    | 2573    | −397            | 3:9        | 0:11           |

## Play-offs

### Modus
Die vier besten Teams jeder Division qualifizieren sich für die Playoffs. In Runde 1, als Preliminary / Elimination Finals bezeichnet, spielt aus jeder Division jeweils der Erste gegen den Zweiten, wobei der Sieger sofort ins Halbfinale einzieht. Der Verlierer spielt in der nächsten Runde, als Qualifying Finals bezeichnet, gegen den Sieger des Spiels des Dritten gegen den Vierten. Der Sieger dieses Duells zieht ebenfalls ins Halbfinale ein. Die Sieger ziehen ins Finale ein. Alle Playoff-Runden werden in einem Spiel entschieden, wobei das besser gesetzte Team Heimrecht genießt.

### Spiele
|  | Halbfinale | Halbfinale       | Halbfinale      |    |                  | Finale           | Finale | Finale |
|  |            |                  |                 |    |                  |                  |        |        |
|  | E1         | Brisbane Bullets | 107             |    |                  |                  |        |        |
|  | W1         | Geelong Cats     | 103             |    |                  |                  |        |        |
|  | W1         | Geelong Cats     | 103             |    | E1               | Brisbane Bullets | 82     |        |
|  |            |                  |                 |    | E1               | Brisbane Bullets | 82     |        |
|  |            | W2               | Canberra Canons | 84 |                  |                  |        |        |
|  | W2         | W2               | Canberra Canons | 84 | Canberra Cannons | 108              |        |        |
|  | W2         |                  |                 |    |                  | 108              |        |        |
|  | E2         | Coburg Giants    | 107             |    |                  |                  |        |        |

## Individuelle Auszeichnungen
- Most Valuable Player der regulären Saison (Andrew Gaze Trophy): Leroy Loggins (Brisbane Bullets)
- Rookie of the Year: Andrew Gaze (Melbourne Tigers)
- Coach of the Year (Lindsay Gaze Trophy): Brian Kerle (Brisbane Bullets)
- All-NBL First Team:
  - Phil Smyth (Canberra Cannons)
  - Leroy Loggins (Brisbane Bullets)
  - Dan Clausen (Adelaide 36ers)
  - James Crawford (Geelong Cats)
  - Cal Bruton (Geelong Cats)